# 1256
| [ Edytuj tabelę ]                          |                                                                              |
| Książę Małopolski                          | - 1243 Bolesław V Wstydliwy 1279                                             |
| Książę Wielkopolski                        | - 1239 Przemysł I 1257 - 1239 Bolesław Pobożny 1279                          |
| Król Angkoru                               | - 1244 Dżajawarman VIII 1295                                                 |
| Król Anglii                                | - 1216 Henryk III 1272                                                       |
| Król Aragonii i Walencji, hrabia Barcelony | - 1213 Jakub I Zdobywca 1276                                                 |
| Margrabia Brandenburgii                    | - 1220 Otto III 1267                                                         |
| Książę Burgundii                           | - 1218 Hugo IV 1272                                                          |
| Książę Dolnej Bawarii                      | - 1253 Henryk XIII 1290                                                      |
| Książę Górnej Bawarii                      | - 1253 Ludwik II 1294                                                        |
| Cesarz Bizancjum                           | - 1254 Teodor II Laskarys 1258                                               |
| Car Bułgarii                               | - 1246 Michał I Asen 1256 - 1256 Koloman II Asen 1257                        |
| Cesarz Chin                                | - 1224 Song Lizong 1264                                                      |
| Król Cypru                                 | - 1253 Hugo II 1267                                                          |
| Król Czech                                 | - 1253 Przemysł Ottokar II 1278                                              |
| Król Danii                                 | - 1252 Krzysztof I 1259                                                      |
| Władca Egiptu                              | - 1250 Ajbak 1257                                                            |
| Król Francji                               | - 1226 Ludwik IX Święty 1270                                                 |
| Król Gruzji                                | - 1246 Dawid VI Narin 1259                                                   |
| Hrabia Holandii                            | - 1234 Wilhelm II 1256 - 1256 Floris V 1296                                  |
| Cesarz Japonii                             | - 1246 Go-Fukakusa 1259                                                      |
| Kalif                                      | - 1242 Al-Must’asim 1258                                                     |
| Król Kastylii i Leónu                      | - 1252 Alfons X Mądry 1284                                                   |
| Patriarcha Konstantynopola                 | - 1255 Arseniusz Autorejan 1259                                              |
| Władca Korei                               | - 1213 Kojong 1259                                                           |
| Król Litwy                                 | - 1253 Mendog 1263                                                           |
| Cesarz Łaciński                            | - 1228 Baldwin II de Courtenay 1261                                          |
| Sułtan Maroka                              | - 1248 Abu Jahja Abu Bakr 1258                                               |
| Król Nawarry                               | - 1253 Tybald II 1270                                                        |
| Król Norwegii                              | - 1217 Haakon IV Stary 1263                                                  |
| Hrabia Palatynatu                          | - 1253 Ludwik II Bawarski 1294                                               |
| Papież                                     | - 1254 Aleksander IV 1261                                                    |
| Król Portugalii                            | - 1248 Alfons III 1279                                                       |
| Sułtan Rumu                                | - 1246 Kajkawus II 1260 - 1248 Kilidż Arslan IV 1265 - 1249 Kajkubad II 1257 |
| Książę Rusi halickiej                      | - 1238 Daniel II 1264                                                        |
| Książę Saksonii                            | - 1212 Albrecht I 1260                                                       |
| Król Serbii                                | - 1243 Stefan Urosz I 1276                                                   |
| Król Singasari                             | - 1248 Dżajawisznuwardhana 1268                                              |
| Król Szkocji                               | - 1249 Aleksander III 1286                                                   |
| Król Szwecji                               | - 1250 Waldemar Birgersson 1275                                              |
| Doża Wenecji                               | - 1252 Raniero Zeno 1268                                                     |
| Król Węgier                                | - 1235 Bela IV 1270                                                          |
| Wielki mistrz zakonu krzyżackiego          | - 1252 Poppo von Osterna 1256 - 1256 Anno von Sangershausen 1273             |

Rok 1256 / MCCLVI
stulecia: XII wiek ~
XIII wiek ~
XIV wiek

lata: 1246 «
1251 «
1252 «
1253 «
1254 «
1255 «
1256
» 1257
» 1258
» 1259
» 1260
» 1261
» 1266

## Wydarzenia w Polsce
- W październiku książę legnicki Bolesław Rogatka, pragnąc zmusić biskupa wrocławskiego Tomasza I do zmiany dziesięciny snopowej na pieniężną, napadł go nocą we wsi Górka, porwał bosego, odzianego tylko w koszulę i zawlókł do swego zamku, okuł w kajdany i wsadził do lochu. W reakcji na ten czyn we wszystkich kościołach ogłoszono klątwy na księcia, którymi on jakby pomiotłem gardząc nie ustawał w znęcaniu się, aż w końcu Papież Aleksander IV kazał w Niemczech i w Polsce otrąbić wyprawę krzyżową przeciwko Rogatce, do której jednak nie doszło.
- Książę poznański i późniejszy król polski Przemysław II osadził miasto Poznań.

## Wydarzenia na świecie
- 14 czerwca – po zajęciu przez księcia Achai Wilhelma II należącej do jego zmarłej małżonki części północnej triarchii Eubei, pozostali dwaj triarchowie wyspy Guglielmo z Werony i Narzotto dalle Carceri odrzucili jego zwierzchność i ogłosili się wasalami Wenecji, co doprowadziło do wybuchu wojny o sukcesję eubejską.
- 15 grudnia – Mongołowie pod wodzą Hulagu-chana zdobyli należącą do Asasynów górską twierdzę Alamut w dzisiejszym Iranie.
- Początek najazdu i ekspansji Mongołów.
- Cezarea Nadmorska (IZRAEL) została całkowicie zburzona.

## Urodzili się
- 6 stycznia – Gertruda z Helfty (Gertruda Wielka), mniszka benedyktyńska, jedna z największych mistyczek średniowiecznych, święta katolicka (zm. 1302)

## Zmarli
- 28 stycznia – Wilhelm z Holandii, hrabia Holandii i Zelandii, antykról okresu Wielkiego Bezkrólewia (ur. ok. 1227)[1]
- 1 maja – Mafalda Portugalska, królowa Kastylii jako żona Henryka I Kastylijskiego, cysterka, błogosławiona katolicka (ur. ok. 1190)

- data dzienna nieznana:
  - Klemens z Ruszczy, rycerz polski, wojewoda krakowski (ur. ?)[2]
  - Mikołaj Paglia, włoski dominikanin, błogosławiony katolicki (ur. 1197)